# 7 Piscium
7 Piscium, som är stjärnans Flamsteed-beteckning, är en ensam stjärna i den sydvästra delen av stjärnbilden Fiskarna. Den har även Bayer-beteckningen b Piscium. Den har en skenbar magnitud på ca 5,07 och är svagt synlig för blotta ögat där ljusföroreningar ej förekommer. Baserat på parallaxmätning inom Hipparcosuppdraget på ca 9,5 mas, beräknas den befinna sig på ett avstånd på ca 343 ljusår (ca 105 parsek) från solen. Den rör sig bort från solen med en heliocentrisk radialhastighet på ca 40 km/s.

## Egenskaper
7 Piscium är en orange till gul metallfattig underjättestjärna av spektralklass K1 IV, som ingår i röda klumpen, vilket anger att den befinner sig på den horisontella grenen och genererar energi genom termonukleär fusion av helium i dess kärna. Den har en massa som är ca 1,4 gånger solens massa, en radie som är ca 22 gånger större än solens och utsänder ca 163 gånger mera energi än solen från dess fotosfär vid en effektiv temperatur på ca 4 300 K.